# اشترنگبرگ
اشترنگبرگ (به آلمانی: Strengberg) یک منطقهٔ مسکونی در اتریش است که در بخش امستیتن واقع شده‌است. اشترنگبرگ ۲٬۰۵۳ نفر جمعیت دارد.